# Leposavić
Leposavić (en serbio: Лепосавић) es una ciudad y el municipio más al norte en el distrito de Kosovska Mitrovica en la parte septentrional de Kosovo y Metohia. Se trata de una parte de Kosovo del Norte, nombre que recibe una región poblada por lo menos por un 98% de personas de etnia serbia que funciona en gran medida de forma autónoma del resto de Kosovo, que es en su mayoría de etnia albanesa. De acuerdo con estimaciones de la OSCE y el ACNUR, el municipio tiene una población de aproximadamente 18.600 personas (2007). El municipio se compone de una ciudad y 72 pueblos con una superficie de 535 km².